# Giacinto Berloco
Giacinto Berloco (ur. 31 sierpnia 1941 w Altamurze we Włoszech) – duchowny katolicki, arcybiskup, nuncjusz apostolski.

## Życiorys
19 marca 1966 otrzymał święcenia kapłańskie i został inkardynowany do diecezji Altamura-Gravina. W 1970 rozpoczął przygotowanie do służby dyplomatycznej na Papieskiej Akademii Kościelnej.
15 marca 1990 został mianowany przez Jana Pawła II nuncjuszem apostolskim w Zimbabwe i Mozambiku oraz biskupem tytularnym diecezji Fidenae. 
Sakry biskupiej 5 kwietnia 1990 udzielił mu papież Jan Paweł II.
Następnie w 1993 został przedstawicielem Watykanu w Kostaryce. W latach 1998–2005 był nuncjuszem apostolskim w Salwadorze i w Belize. Następnie w latach 2005-2009 pełnił misję dyplomatyczną w Wenezueli.
18 czerwca 2009 został przeniesiony do nuncjatury w Belgii. Był również akredytowanym przedstawicielem Watykanu w Luksemburgu.